# Markesan
Markesan és una població dels Estats Units a l'estat de Wisconsin. Segons el cens del 2000 tenia 1.396 habitants.

## Demografia
Segons el cens del 2000, Markesan tenia 1.396 habitants, 590 habitatges, i 379 famílies. La densitat de població era de 228,4 habitants per km².
Dels 590 habitatges en un 30,8% hi vivien nens de menys de 18 anys, en un 54,6% hi vivien parelles casades, en un 6,3% dones solteres, i en un 35,6% no eren unitats familiars. En el 32,7% dels habitatges hi vivien persones soles el 19,5% de les quals corresponia a persones de 65 anys o més que vivien soles. El nombre mitjà de persones vivint en cada habitatge era de 2,34 i el nombre mitjà de persones que vivien en cada família era de 2,98.
Per edats la població es repartia de la següent manera: un 24,6% tenia menys de 18 anys, un 7,7% entre 18 i 24, un 26,8% entre 25 i 44, un 20,8% de 45 a 60 i un 20,1% 65 anys o més.
L'edat mediana era de 39 anys. Per cada 100 dones de 18 o més anys hi havia 91,1 homes.
La renda mediana per habitatge era de 38.472 $ i la renda mediana per família de 47.574 $. Els homes tenien una renda mediana de 33.750 $ mentre que les dones 21.343 $. La renda per capita de la població era de 18.774 $. Aproximadament l'1,3% de les famílies i el 4% de la població estaven per davall del llindar de pobresa.

## Poblacions properes
El següent diagrama mostra les poblacions més properes.